# National Society of Film Critics Awards 2025
La 59ª edizione dei National Society of Film Critics Awards, annunciati il 4 gennaio 2025, ha premiato i migliori film del 2024 secondo i membri della National Society of Film Critics (NSFC).

## Vincitori
A seguire vengono indicati i vincitori, in grassetto, e gli altri classificati, ciascuno col numero di voti ricevuti (tra parentesi):

### Miglior film
1. Nickel Boys, regia di RaMell Ross (47)
2. (ex aequo) All We Imagine As Light - Amore a Mumbai (All We Imagine as Light), regia di Payal Kapadiya / Anora, regia di Sean Baker (34)

### Miglior regista
1. Payal Kapadiya - All We Imagine As Light - Amore a Mumbai (All We Imagine as Light) (49)
2. RaMell Ross - Nickel Boys (42)
3. Sean Baker - Anora (33)

### Miglior attore
1. Colman Domingo - Sing Sing (60)
2. Adrien Brody - The Brutalist (51)
3. Ralph Fiennes - Conclave (45)

### Miglior attrice
1. Marianne Jean-Baptiste - Hard Truths (79)
2. Mikey Madison - Anora (35)
3. Ilinca Manolache - Do Not Expect Too Much from the End of the World (Nu aștepta prea mult de la sfîrșitul lumii) (32)

### Miglior attore non protagonista
1. Kieran Culkin - A Real Pain (52)
2. Guy Pearce - The Brutalist (50)
3. (ex aequo) Edward Norton - A Complete Unknown / Adam Pearson - A Different Man (41)

### Miglior attrice non protagonista
1. Michele Austin - Hard Truths (55)
2. (ex aequo) Aunjanue Ellis-Taylor - Nickel Boys / Natasha Lyonne - His Three Daughters (39)

### Miglior sceneggiatura
1. Jesse Eisenberg - A Real Pain (47)
2. Radu Jude - Do Not Expect Too Much from the End of the World (Nu aștepta prea mult de la sfîrșitul lumii) (46)
3. Sean Baker - Anora (45)

### Miglior fotografia
1. Jomo Fray - Nickel Boys (80)
2. Lol Crawley - The Brutalist (38)
3. Jarin Blaschke - Nosferatu (21)

### Miglior film in lingua straniera
1. All We Imagine As Light - Amore a Mumbai (All We Imagine as Light), regia di Payal Kapadiya (44)
2. Do Not Expect Too Much from the End of the World (Nu aștepta prea mult de la sfîrșitul lumii), regia di Radu Jude (41)
3. Il seme del fico sacro (Dāne-ye anjīr-e ma'ābed), regia di Mohammad Rasoulof (28)

### Miglior documentario
1. No Other Land, regia di Basel Adra, Hamdan Ballal, Yuval Abraham e Rachel Szor (70)
2. Dahomey, regia di Mati Diop (50)
3. Soundtrack to a Coup d'Etat, regia di Johan Grimonprez (24)

### Miglior film sperimentale
- The Ballad of Suzanne Césaire, regia di Madeleine Hunt-Ehrlich

### Film Heritage Award
- Scott Eyman per «i suoi eccezionali libri sugli artisti e i cambiamenti epocali del cinema, tra cui il recente Charlie Chaplin vs. America: When Art, Sex, and Politics Collided (2023), una vera rivelazione sul nesso tra politica e cultura pop americana»
- La IndieCollect, che «fin dalla sua fondazione nel 2010 da parte di Sandra Schulberg, ha affrontato la sfida di preservare i film indipendenti con un raro senso di responsabilità artistica»
- Il To Save and Project: The MoMa International Festival of Film Preservation per «per oltre due decenni di restauri superbi e di programmazione diversificata da tutto il mondo, in collaborazione con archivi, fondazioni, studi e altre organizzazioni»

### Miglior film in attesa di una distribuzione statunitense
- No Other Land, regia di Basel Adra, Hamdan Ballal, Yuval Abraham e Rachel Szor (Palestina, Norvegia)